# Niedźwiedź himalajski
Niedźwiedź himalajski, niedźwiedź księżycowy, niedźwiedź obrożny (Ursus thibetanus) – gatunek drapieżnego ssaka z rodziny niedźwiedziowatych, blisko spokrewniony z baribalem.
Uzębienie – niedźwiedź himalajski posiada najsłabsze zęby ze wszystkich gatunków niedźwiedzi, skutkiem tego jest specyficzna dieta tego gatunku. Niedźwiedź himalajski ze względu na słabe uzębienie większość roku żywi się pokarmem roślinnym (owoce, pędy, korzonki); wyjątkiem jest jesień, wtedy w diecie niedźwiedzia himalajskiego przeważa pokarm mięsny. Jest to wynikiem tego, iż w okresie tym niedźwiedzie himalajskie, podobnie jak inne gatunki niedźwiedzi, magazynują tłuszcz mający za zadanie pomoc w przetrwaniu zimy.

## Występowanie
Żyje w lasach na terenach górzystych na wysokościach do 4300 m n.p.m. od zachodniej (Afganistan) do wschodniej (wschodnia Chińska Republika Ludowa) oraz w południowo-wschodniej Azji.
Zapis kopalny potwierdza jego istnienie już w plejstocenie. Skamieniałości niedźwiedzi himalajskich odkryto w osadach ze środkowego i późnego plejstocenu w Europie, na Uralu i Kaukazie, na obszarze południowej Syberii, w Chinach i na Wyspach Japońskich. Odkryty w Mołdawii ząb trzonowy może dowodzić występowania gatunku w Europie już we wczesnym pliocenie.

## Charakterystyka

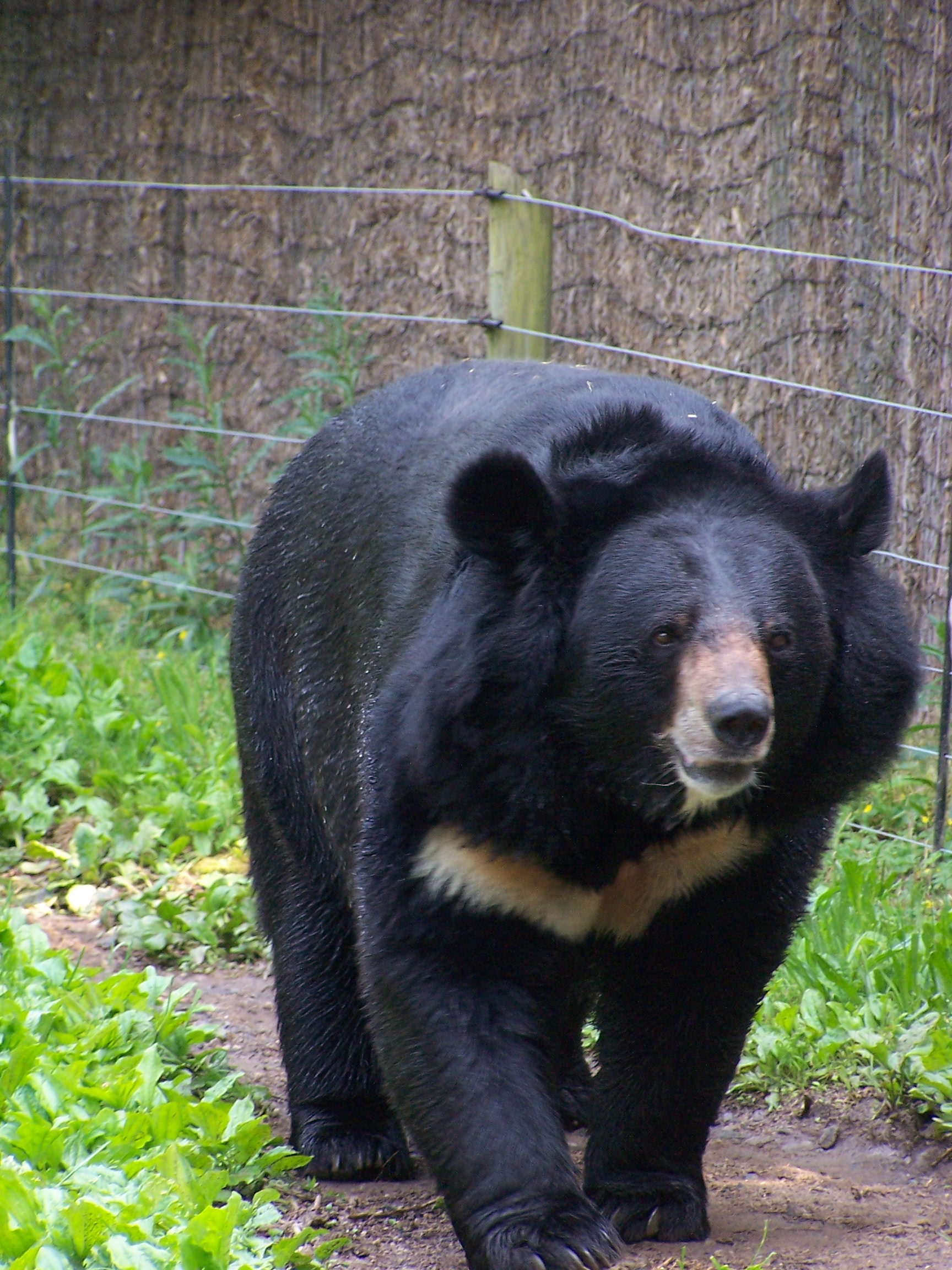
Okaz z zoo w Filadelfii

Niedźwiedź ten ma czarne długie futro z wyraźną białą plamą na piersi w kształcie litery V, często kojarzonej z kształtem księżyca – stąd nazwa niedźwiedź księżycowy. Czasami można spotkać osobniki o kolorze brązowym, a ostatnio odkryte zostały w Kambodży osobniki o białym i biało-czarnym kolorze futra. Dorasta do 120–180 cm długości. Jest mniejszy od niedźwiedzia brunatnego i polarnego. Samiec na ogół jest większy od samicy i waży przeciętnie 110–150 kg, samice natomiast 65–90 kg. Jest zwierzęciem wszystkożernym. Zjada owoce, bambusy, bezkręgowce, miód i mięso. W czasie chłodniejszych zim zapada w sen zimowy. Gatunek posiada grzywę u obu płci, ale samiec ma bujniejszą.
Uważany za agresywnego. Częste ataki na ludzi, nierzadko zakończone śmiercią ofiary są prawdopodobnie wynikiem nakładania się terytoriów człowieka i niedźwiedzia.
Prowadzą życie samotników, kojarząc się tylko w okresie godowym. Ciąża trwa ok. 7 miesięcy, po których samica rodzi 2-4 młodych. Młode towarzyszą matce przez dwa lata. Niedźwiedzie himalajskie żyją ok. 25 lat.

## Podgatunki
Wyróżnia się 7 podgatunków niedźwiedzia himalajskiego:
- U. thibetanus formosanus Swinhoe, 1864 – niedźwiedź tajwański
- U. thibetanus gedrosianus Blanford, 1877
- U. thibetanus japonicus Schlegel, 1857
- U. thibetanus laniger (Pocock, 1932)
- U. thibetanus mupinensis (Heude, 1901)
- U. thibetanus thibetanus G. Cuvier, 1823
- U. thibetanus ussuricus (Heude, 1901)

## Ochrona
Gatunek narażony na wyginięcie głównie z powodu ograniczania terenów występowania w wyniku działalności człowieka oraz polowań. Mięso niedźwiedzia himalajskiego w wielu krajach Azji jest uważane za przysmak. Dużo osobników ginie również dlatego, że żółć tego niedźwiedzia traktuje się w medycynie chińskiej jako bardzo cenione lekarstwo. Pomimo istnienia ferm hodowlanych, gdzie ze zwierząt pozyskuje się żółć, kłusownicy polują również na dziko żyjące populacje.